# 越南第一次北屬時期
越南第一次北屬時期（前207年或前111年－40年，越南语：／?）是越南歷史上被中國統治的一個時期，是越南北屬時期的一部分。
前111年，西漢攻滅南越國後，設南越舊地為交州，並置九個郡縣：南海郡、合浦郡、蒼梧郡、鬱林郡、珠崖郡、儋耳郡、交趾郡、九真郡、日南郡。
為了便於與南亞、東南亞國家的貿易，漢廷非常關注在肥沃的紅河三角洲的統治。在前1世紀時，漢朝在交州的統治十分寬鬆，雒越的君長在自己的部族裡依舊保持著他們世襲的權力。然而在公元1世紀後，漢朝執行同化政策，鼓勵越人與漢人通婚，並加強了稅收，將越南直接置於漢朝統治之下。公元40年（東漢建武十六年），交州爆發了由徵氏姐妹領導的越南人大起義，第一次北屬時期結束。

## 關於斷代問題
關於第一次北屬時期開始的準確時間，不同學者有不同的見解。根據越南近代史家陳仲金提出，第一次北屬是公元前111年至公元39年此一時段，亦即將前111年（南越被西漢所滅）作為第一次北屬時期的開始年，歷經新朝、東漢初年，直至二徵起義爆發時才結束。越南人也將南越國看作是越南歷史上的第一個王朝「趙朝」。中國學者郭振鐸、張笑梅則持另一種說法，將漢人趙佗於前207年建立的南越國，標誌為「第一次北屬」時期，並將前111年至40年的歷史列為「第二次北屬」。

## 歷史沿革

### 背景：秦平百越
公元前221年，秦始皇統一中國。當時在五嶺以南及越南北部地區，統稱「南越」，居住著百越族人。秦始皇因知道百越人地區出產「犀角、象齒、翡翠、珠璣」等珍寶，乃遣尉屠睢率軍五十萬進攻該地，但遇到激烈反抗，秦軍出師不利，屠睢戰死。其後，公元前214年，秦朝發逋亡人、贅婿、賈人等，平定南越，設置南海（位置約今日中國廣東省)、桂林（位置約今日中國廣西省）、象郡（地理位置尚存爭議，或認為在現時越南中、北部），進行直轄統治。秦代對於南越地區，採取移民實邊的政策，「徙中縣之民南方三郡（「中縣」指中原地區，「三郡」指南海、桂林、象郡），使與百粵雜處」。
當時越南境內尚有甌雒人。據《史記·索隱》所載，交趾地區（指現時越南北部），曾被「蜀王子」率兵入侵，擊敗當地的駱人，自立為安陽王。越南史籍裡，蜀王子稱作的蜀泮，又稱該國為「甌貉國」（貉又作「駱」、「雒」）。其後，甌貉國被掩有華南、越北的趙佗勢力所消滅。

### 南越國的統治
在秦末漢初，南海郡龍川縣令趙佗據有南海、桂林及象郡等地，自立為王，建立南越國。南越一直到公元前111年，乃為西漢所消滅，延續了約一個世紀。
南越王趙佗時期，曾擊破越南地區的甌貉，然後參考採用中國秦漢時的郡縣制度模式，「令二使典主交阯、九真二郡人」。而在戶籍制度上，南越國在境內（包括交趾、九真），實行嚴密的編戶制，使政府能掌握村社人口及土地。在民族政策上，趙佗本是來自中原的漢人，當時南越國內又有大批中原移民，於是他採取「和輯百粵」的方針，務求令民族間得以融和。
南越國歷經五位君主，到公元前111年，漢武帝派兵將之攻滅。

### 西漢建州置縣及統治

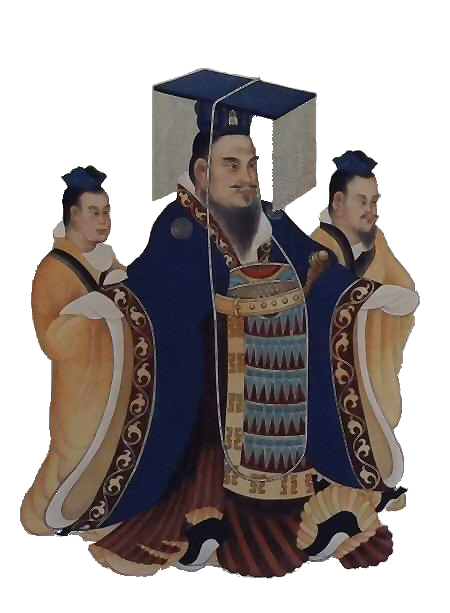
消滅南越國，在越南地區設置交趾、九真、日南等郡的漢武帝。

西漢滅南越國後，於舊地設置交趾部（長官為刺史；東漢時為交州），統轄九個郡，即南海郡、蒼梧郡、鬱林郡、合浦郡、珠崖郡、儋耳郡、交趾郡、九真郡、日南郡，當中的交趾、九真、日南三郡，位處今越南北部及中部地區。
漢朝政府在南越設立官署，在州置刺史（後改為州牧），郡置太守，縣置縣令及雒將、雒侯。雒將、雒侯為當地特有官職，又作「貉將」、「貉侯」，大部份縣均有設署，為該地原有的首領稱謂，類似於土司。漢朝政府採取「諸雒將主民如故」的政策，因而在第一次北屬時代裡，雒將、雒侯仍保留統治權，並獲世代相傳。
在公元1世紀初，西漢朝政被外戚出身的王莽所把持，並奪取帝位，因新政不合時宜而引發群雄並起。在這段中原局勢不穩的時期裡，南越舊地卻相對安定，「交趾諸郡，閉境自守」，因而吸引到中原人士避居當地。效忠劉漢王室的胡剛便是一例，他在王莽攝政時「解衣冠掛門而去。亡命交趾，隱於屠肆」，等到王莽敗亡才歸回故里。

### 歷任長官及施政
- 石戴：為首任刺史（《大越史記全書》稱作「九郡太守」），漢武帝平南越國後委任石戴，治所在龍編（又作龍淵）。[17]
- 周章：石戴死後，漢昭帝命周章繼任。[18]
- 魏朗：據《越史略》卷上《歷代守任》所載：「魏朗子明，漢宣帝時人」。[19]
- 鄧勳：南陽人，任交州刺史。[20]
- 鄧讓：任交州牧，王莽篡漢時，建立新朝時，鄧讓與諸郡「閉境自守」。到劉秀建立東漢後，於公元29年，派大將岑彭南下，致信給鄧讓，申述漢家威德，於是鄧讓便與諸郡太守歸降。交趾郡遂歸入東漢統治。[21]
- 錫光：西漢平帝時任交趾太守，教民禮儀。[22] 王莽篡漢後閉境拒守，[23]後來向東漢光武帝歸降。[24]
- 任延：南陽宛人，東漢光武帝建武初年委任為九真太守。他在任四年，期間教導當地民眾從事農業耕作、開墾土地，教民禮義，並為駱越族人制定嫁娶制度。這些措施取得甚大成效，獲得九真郡人的尊崇。[25]
- 蘇定：東漢光武帝建武初年任交趾太守，在任時貪暴，「張眼視錢」，加上他對麊泠縣雒將之女徵側「以法繩之」，引起徵側不滿（中國學者郭振鐸、張笑梅認為蘇定的措施與雒越部落制度面臨崩潰有關）[26]，乃於公元40年起兵作反，蘇定卻「䁋目討賊，怯於戰功」，其後，東漢朝廷派將軍馬援平定徵側。至於蘇定的下場，《東觀漢記·馬援傳》說他被馬援彈劾而「下獄」，《安南志略》卷七說「徵側殺定而叛」，《大越史記全書·外紀全書·徵女王紀》說徵氏起義時「定奔還」。[27]

### 二徵起義
公元40年，交趾太守蘇定管治下，交趾麊泠縣雒將之女徵側有所不滿，起兵反抗。徵氏起事的原因，據中國學者郭振鐸、張笑梅的分析，並非完全像傳統史籍提到的蘇定貪暴，對徵氏以法繩之等原因，而是當地農業在經過中原輸入的技術改良後，生產力大增，文化教育轉變甚大，但亦使以雒將為首的氏族部落制度難以適應。再加上新朝及東漢政府，一改初期不對雒人收賦稅的措施，實行納稅服役，令雒將利益受損，感到不滿。蘇定便對表現「雄勇」的徵側以法繩之，結果惹來大力反對，徵側與妹徵貳起兵作反。
徵氏起兵後，勢力迅速膨脹，九真、日南、合浦各地皆有嚮應，攻下六十五城，徵側自立為王。東漢朝廷調兵征討，任馬援為「伏波將軍」，負責南征。馬援於公元42年在浪泊（在今越南仙山）大破徵氏，並於次年（公元43年）斬徵氏姊妹。此後，馬援繼續率軍，平定九真徵氏餘黨，徵氏的反抗乃結束，東漢政府在當地重建統治秩序。

## 社會經濟及風俗文化

### 經濟發展及貨幣的流通

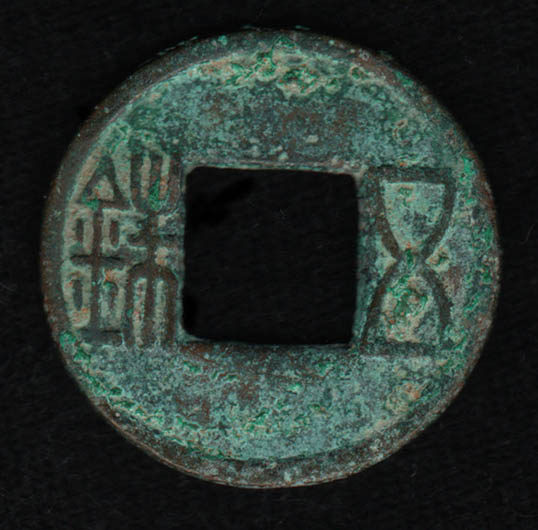
西漢時期的五銖錢

在中國統治越南以前，雒越人採用海貝為貨幣，或是以物易物方式換取需要。秦朝雖曾進攻越北，但沒有秦錢傳入。南越國時期，沒有自行鑄造錢幣，但與西漢政權有貿易往來，故此漢廷所鑄的銅錢半兩錢也引入越南。
漢武帝征服越北後，在交趾、九真、日南三郡實行特殊政策，讓三郡享受「初郡」的優惠待遇，不徵收賦稅，且令內地的南陽、漢中等郡供給三郡官吏和士卒以糧食、用品、交通工具和錢幣，從而使漢朝銅錢五銖錢不斷輸入越南，加之鼓勵越人開荒和推廣使用鐵犁，生產條件日漸改善，經濟開發有所進展，並出現麊泠、龍編、𨏩𨻻、胥浦等商業城市。從西漢至新朝，中國朝廷所鑄的銅錢，如漢宣帝鑄造的小五銖錢，新朝王莽鑄造的契刀五百幣、大泉五十銅錢、貨泉、貨布，也在越北三郡流通。
但與此同時，三郡本土仍以雒越人原用的貝幣為主要流通貨幣，金屬貨幣處於次要地位，流通範圍也很有限。
在現代越南，出土了西漢初年至新朝所鑄的貨幣多種，這些貨幣詳情列於下表：
| 所屬政權 | 貨幣名稱 | 鑄造時期        | 形制 | 備注                                                                                                 |
| -------- | -------- | --------------- | --- | --- |
| 西漢     | 四銖半兩 | 公元前175年     | 錢文為「半兩」。「半兩」二字為小篆，但筆劃方折，被稱為「漢隸風韻」。錢無內外廓，背平。                                           | 因漢廷法定重四銖，故通稱「四銖半兩」。該幣因南越國與西漢進行貿易而引入越南。                         |
| 西漢     | 五銖錢   | 公元前118年始鑄 | 有「五」字相交兩筆較直、「銖」字方折和「五」字兩筆彎曲、「朱」字曲折等數種。                                                     | 又稱為「西漢五銖」。                                                                                 |
| 西漢     | 小五銖錢 | 公元前73年始鑄  | 「五」字交筆彎曲，「銖」字的朱字頭方折，金字頭呈三角形，金旁與朱旁等高。                                                         | 當時以五枚小五銖當一枚大五銖使用。                                                                   |
| 新朝     | 契刀五百 | 公元7年         | 由刀環、刀身組成。刀環如方孔圓錢，「契刀」二字橫列於孔兩側，刀身銘文。                                                           | 「五百」二字意謂值五銖錢五百枚。學者評論指該幣脫離錢體實重，以虛值行用，是「對人民的一種變相掠奪」。 |
| 新朝     | 大泉五十 | 公元7年         | 錢文「大泉五十」四字對讀，文為垂針篆，纖麗清秀。錢體堅挺，內外輪廓精致。現存兩種，一種較晚鑄造者文字平淺，且比早期鑄造者輕一半。 | 「大泉」意謂大錢，「五十」意指當五十個五銖錢使用。                                                   |
| 新朝     | 貨泉     | 公元14年        | 錢文「貨泉」二字作垂針篆，工整纖秀，「泉」字中竪筆斷開。初期鑄幣堅挺精致，原重五克以上，但中晚期因濫鑄、私鑄而日見輕小粗劣。     | 該幣是王莽實行第四次貨幣改制時，廢「寶貨」制後而鑄行。                                               |
| 新朝     | 貨布     | 公元14年        | 製作厚實工整，面背及穿都有廓，中竪綫止於穿下，「貨布」二字作垂針篆列於兩側，書體瀟灑俊逸。                                       | 該幣是王莽實行第四次貨幣改制時，廢「寶貨」制後而鑄行。一枚貨布當二十五枚貨泉使用。                   |

### 越人固有風俗文化的保存
據法國學者鄂盧梭的論述，越南地區在第一次北屬時，仍保存了若干的自身文化。當時越人已有斷髮紋身，這種短髮的習慣，至紀元後10世紀時尚存。咀嚼檳榔黑齒等習慣，亦在此時開始通行。在河內西部，有兄弟共妻(夫兄弟婚)的風俗，一直到3世紀，還未廢除此一風俗。而雒越人的社會組織，則以雒王、雒侯、雒將等治厘。這些風俗，秦朝並未給與變更，南越國趙氏亦遵循秦朝政策。到日後西漢統治時亦大抵依越人舊俗管治，部落酋長（雒王、雒侯）的統治地位、經濟利益、民族生活習慣照樣不動。

### 中國文化及技術的輸入
中國統治者亦曾嘗試輸入中原文化及技術到越南，使當地文化與漢風接近。
在經濟生產上，越地的農業技術原本比較落後，如九真郡人只知射獵，不懂牛耕，並採以火耕田的方式。到任延在東漢光武帝初年擔任九真太守時，便教當地人製作農具，當地農產量乃有所提高。
在嫁娶禮規方面，九真等地尚處原始氏族制的對偶婚姻形式。這在中原漢人眼中是「無嫁娶禮法，各因淫好，無適對匹， 不識父子之性，夫婦之道。」據學者郭振鐸、張笑梅指出，這其實是一種對偶婚模式，是原始社會時期母權制氏族社會的一種婚姻方式。但任延亦認為有須要改變，因此他曾改革當地婚姻風俗，方法是「各使男年二十至五十，女年十五至四十，皆以年齒相配。其貧無禮娉，令長吏以下各省奉祿以賑助之」，亦即將當地男女之間的婚姻系統化，亦使對偶婚過渡到父權制度模式。
在文化上，中國統治者亦重視引入中原文化。在王莽時，曾採用移徙內地流放者與越人共同生活的策略，「頗徙中國罪人，使雜居其閒，乃稍知言語，漸見禮化」，東漢初年的錫光、任延等地區長官亦致力於文化推廣，「建立學校，導之禮義」，於是「領南華風，始於二守焉」，使越人文化提高，擺脫愚昧落後的狀態。

## 地理狀況

### 西漢時期交趾、九真、日南屬縣及人口
| 郡縣名 | 戶口、人口                 | 備注 | 今地                                                                                         |
| 交趾郡 | 戶口：92,440 人口：746,237 | 西漢武帝元鼎六年（前111年）開設，屬交州，轄𨏩𨻻、安定、苟屚、麊泠、曲昜、北帶、稽徐、西于、龍編、朱䳒十縣。 | 地域相當於現在越南北部和中部北區，中心地帶是天德江、紅河和喝江一帶。                         |
| 𨏩𨻻縣 | ／                         | 設有羞官                                                                                                  | 縣治在今天德江以南，北寧省順城縣的隴溪鄉。                                                   |
| 安定縣 | ／                         | ／ | 在今窮江南面和諒山南以及廣江地區。                                                           |
| 苟屚縣 | ／                         | ／ | 在今諒山地區。                                                                               |
| 麊泠縣 | ／                         | 都尉治所在地。                                                                                            | 位置相當於現今永安、福安省的一部份和山西省紅河、沱江間的一部份。縣治在今福安省安郎縣夏雷鄉。 |
| 曲昜縣 | ／                         | ／ | 即曲易縣，大致為現今中國越南邊界地區以南一帶。                                               |
| 北帶縣 | ／                         | ／ | 在𨏩𨻻縣東北。相當於現今北江以南和海陽以北地區。                                             |
| 稽徐縣 | ／                         | ／ | 在北帶縣下游。相當於今海陽、南定、建安、太平各省的南部地區。                                 |
| 西于縣   | ／                         | ／ | 西于縣地域遼闊，橫跨紅河左右兩岸，東達三島山脈和瀘江。                                         |
| 龍編縣 | ／                         | ／ | 縣治在天德江以北。相當於現今整個北寧、北江、太原、北𣴓                                       |
| 朱䳒縣 | ／                         | ／ | 相當於今山西省、河東省、河南省及興安省一部份，橫跨于底江的左右兩岸。                         |

| 郡縣名 | 戶口、人口                 | 備注                                                                                              | 今地                                                                                               |
| 九真郡 | 戶口：35,743 人口：166,013 | 西漢武帝元鼎六年（前111年）開設，屬交州，有界關，轄胥浦、居風、都龐、餘發、咸驩、無切、無編七縣。 | 地域相當於現在寧平、清化、義安直到藍江以南地區，極南的疆界可能抵達橫山。中心地帶在馬江與梁江流域。 |
| 胥浦縣 | ／                         | 王莽時改稱驩成。                                                                                  | 在今咸驩北面。                                                                                     |
| 居風縣 | ／                         | ／                                                                                                | 相當於今日梁江流域的善化、壽春及東山的一部份。                                                     |
| 都龐縣 | ／                         | ／                                                                                                | 在馬江的中游流域，相當於安定、永祿、石城等縣。                                                     |
| 餘發縣 | ／                         | ／                                                                                                | 縣治在宋江左岸地區之內。                                                                           |
| 咸驩縣 | ／                         | ／                                                                                                | 相當於乂安，中心地點在藍江的藍城地區。                                                             |
| 無切縣 | ／                         | 都尉治所在地。                                                                                    | 在底江下游，相當於現在寧地地區的陽舍村。                                                           |
| 無編縣 | ／                         | 王莽時改稱九真亭。                                                                                | 相當於現在清化市以南的玉甲江流域中的廣昌、農貢和靜嘉等縣城。                                       |

| 郡縣名 | 戶口、人口               | 備注                                                                  | 今地                                                             |
| 日南郡 | 戶口：5,460 人口：69,485 | 西漢武帝元鼎六年（前111年）開設，轄朱吾、比景、盧容、西捲、象林五縣。 | 極南界是象林，極北界是九真郡。                                   |
| 朱吾縣 | ／                       | ／                                                                    | 在石杆江，位於現在廣治、石杆江流域地區。                         |
| 比景縣 | ／                       | ／                                                                    | 位於日麗江，在現在廣平省南部，日麗江流域地區。                   |
| 盧容縣 | ／                       | ／                                                                    | 位於香江，在現在承天、香江和蒲江流域地區。                       |
| 西捲縣 | ／                       | 王莽時改稱日南亭。                                                    | 位於𤅷江，即廣平省北部、𤅷江流域地區。                           |
| 象林縣 | ／                       | ／                                                                    | 位於秋盆江，在廣南直到大嶺、迆市江與秋盆江流域及以南各河流地區。 |

※以上各項，散見於班固《漢書·地理志下》（北京中華書局校柱本）及郭振鐸、張笑梅《越南通史》第二編第四章（中國人民大學出版社版）。

### 對外交通
越南北部地區在漢代，已有通往南中國海、印度洋的海路交通線。漢朝政府在日南設有障塞，與徐聞 合浦 （均在今中國境內）一同作為海外航線的起點。
漢代人從日南、徐聞、合浦出發，可到達以下多個國家：
- 都元國：學者藤田豐八認為即《梁書》裡的「屈都昆」、《水經注》裡的「屈都乾」，對音是Kalaha，地處今印尼蘇門答臘島北岸。岑仲勉認為即馬來半島克拉地峽北的Htayan，南去萬崙灣不遠。周連寬認為是馬來半島東岸的北大年。[38]
- 邑盧沒國：藤田豐八認為是Golamattika在今緬甸直通或其附近。周連寬認為在爪哇島北岸的雅加達，因其附近有岬，名叫Kra bang，音與邑盧沒相近。[38]
- 諶離國：藤田豐八認為即現時的Sillah，位於伊洛瓦底江上游。周連寬認為即爪哇的三寶壟（Cemarang）。[38]
- 夫甘都盧國：費琅認為即緬甸的蒲甘（Pagan）古城，並得多數學者認同。韓振華認為「都盧」的意思是「都盧人的夫甘國」。周連寬認為夫甘都盧國，即爪哇西南海岸Tulunhagang，是「都盧夫甘」的對音。[39]
- 黃支國：藤田豐八和費琅主張即印度東海岸的Conjevaram，獲多數學者認同。周連寬認為在蘇門答臘西北海岸Ayer Bangis處。漢代人在這裡進行商貿活動，可得明珠、璧流離（一種天然寶石）等物品。西漢平帝時的當權者王莽時曾遣使到黃支國，該國則致送犀牛。[40]
- 皮宗：藤田豐八皮宗是馬來語Pisang的對音，意即香蕉，其地是馬來西岸的Pulau Pisang。韓振華認為皮宗是蘇門答臘島。周連寬認為應在越南半島最南端。[40]
- 已程不國：翦伯贊認為當在錫蘭島。韓振華認為已程不即巴利語Sihakipa（師子洲，即斯里蘭卡）的對音。周連寬認為是Bangis以南的Sipora群島。[41]

## 相關文藝作品

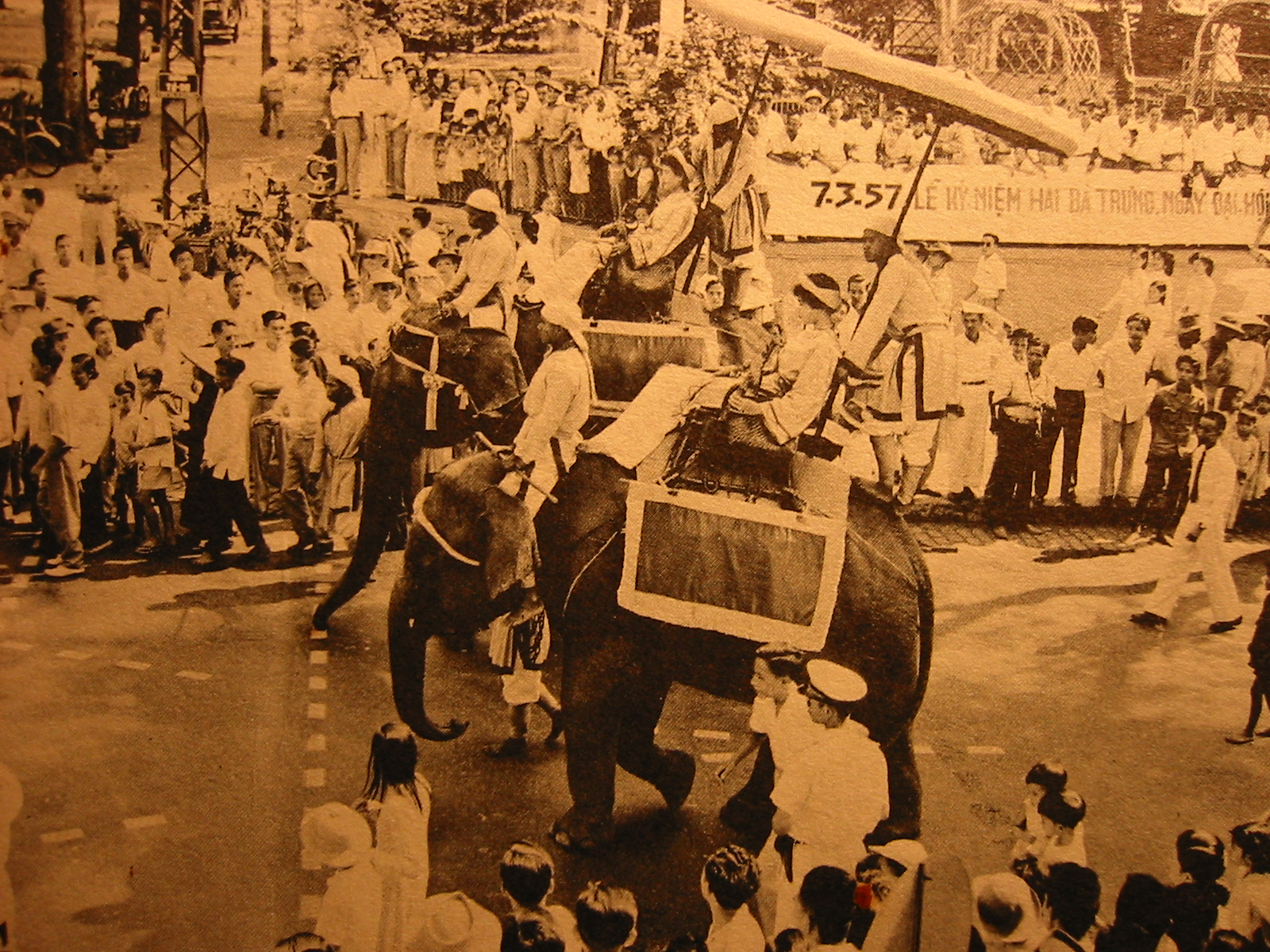
後世越南的紀念徵氏姊妹活動。

在越南，有一些文學作品，是以第一次北屬時期的歷史背景作為題材，其中包括：
- 二徵夫人故事：徵氏姊妹的起兵抵抗東漢政府及戰死，得到越南人的傳誦，並認為她們已化作神靈而加以供奉。在《粵甸幽靈集》及《嶺南摭怪》等書亦有提及。[42]

## 第一次北屬時期的歷史意義
越南北、中部地區先在秦末被趙佗所建的南越國所據，後更併歸西漢政府，這確立了該地受漢人統治近千年之局。古代越南史家黎崱就歸納地說：「元鼎中，南越為內地署官府任，歷朝弗變。」吳士連亦評論道越南從此後近一千年都「國亡統絕」、「南（指越南）北（指中國）之勢成矣」，亦即標誌著越南不得不深受中國政治影響的格局已定。
基於越南在第一次北屬時，便受到中國採行直轄的政策，因而在社會文化上出現巨大轉變。據學者郭振鐸、張笑梅指出，趙佗時的「南北交歡」、「和輯百越」政策和西漢的郡縣制，便使得雒越制度逐步解體。及至東漢初年，錫光、任延等官員在當地大力推廣中原的先進文化及生產技術，亦對社會起到改革作用，因而獲得後世越人讚許。